# Glenea benguetana
Glenea benguetana là một loài bọ cánh cứng trong họ Cerambycidae.